# Samsung YP-Z5
Samsung YP-Z5 (Samsung YP-Z5F, Samsung Z-Metal) — цифровой плеер компании Samsung Electronics.
Изначально плеер появился в начале 2006 года как конкурент iPod nano. Он позволял прослушивать музыку и просматривать фотографии. Модель имела неплохие объемы продаж.
Через несколько месяцев вышла обновленная версия плеера под названием Samsung Z-Metal (Samsung YP-Z5F в США). Были добавлены FM-тюнер и микрофон.
В сентябре 2007 с обновлением прошивки стала доступна функция чтения книг.
Корпус изготовлен из металла и пластика. Для управления применяются и сенсорные и обычные кнопки. Плеер имеет литий-полимерный аккумулятор емкостью 820 мА·ч и напряжением 3,7 В. Выходная мощность звука составляет 20 мВт на канал.
Поддерживаемые форматы файлов: MP3 (8-320 Кбит/с), WMA (8-192 Кбит/с), OGG, JPEG
При подключении к компьютеру устройство не распознается как USB mass storage device, передача данных возможна только через Media Transfer Protocol.
В комплект поставки входят:
- Плеер
- Наушники
- USB-кабель
- Компакт-диск с ПО
- Инструкция по эксплуатации